# Center Township (comté de Vernon, Missouri)
Center Township est un township, situé dans le comté de Vernon, dans le Missouri, aux États-Unis,.
Le township est fondé en 1855 et baptisé en référence à sa situation géographique dans le comté.

### Source de la traduction
- (en) Cet article est partiellement ou en totalité issu de l’article de Wikipédia en anglais intitulé « Center Township, Vernon County, Missouri » (voir la liste des auteurs).